# Cinema do Reino Unido
Cinema britânico é o conjunto das produções cinematográficas realizadas no Reino Unido (e, até 1921, na Irlanda também).

## Lista de filmes
- Doctor Zhivago
- Four Weddings and a Funeral
- Trainspotting
- Notting Hill
- Harry Potter and the Philosopher's Stone
- Harry Potter and the Chamber of Secrets
- Love Actually
- Harry Potter and the Prisoner of Azkaban
- The Constant Gardener (filme)
- Harry Potter and the Goblet of Fire
- Harry Potter and the Order of the Phoenix
- Harry Potter and the Half-Blood Prince
- Harry Potter and the Deathly Hallows – Part 1
- Harry Potter and the Deathly Hallows – Part 2
- Dream Horse

## Principais diretores
- Alfred Hitchcock
- Christopher Nolan
- David Yates
- Terry Gilliam (cidadão)
- Danny Boyle
- Stephen Frears
- Peter Greenaway
- Mike Newell
- David Lean
- Ken Loach
- John Madden
- Jim Sheridan